# بنر إيب
بنر إيب أو بنر إب ، هي ملكة من ملكات الأسرة الأولى غير الحاكمات أو زوجات الملوك ، و يعني اسمها حرفياً بالمصرية القديمة : «حلوة القلب» أو «حلاوة القلب».
و قد كانت زوجة الملك حور عحا ثاني ملوك الأسرة الأولى ، لكنها لم تكن أماً للملك جر الذي حكم بعد زوجها ، فأم الملك جر هي خنت حاب و هي زوجة أخرى للملك حور عحا ، و قد اعتبرت الملكة بنر إب زوجةً للملك حور عحا بناءاً على أغراض مصنوعة من العاج وجدت في مقبرتها في أبيدوس و تحمل اسمه ، كما تم العثور على جزء من صندوق عاجي يحمل اسمي حور عحا و بنر إب في أبيدوس و هو الآن في متحف بوسطن للفنون الجميلة.
و على الرغم من كل هذا فألقاب الملكة بنر إب و هوية والديها ما زالت مجهولة.
و قد دفنت هذه الملكة في منطقة أم الجعاب في المقبرة التي تحمل الرقم B14